# Ranger 9
 Ranger 9 – amerykańska sonda kosmiczna wysłana w ramach programu Ranger. Aparat planowo zderzył się z Księżycem 24 marca 1965 roku, wykonując i wysyłając wcześniej 5814 zdjęć jego powierzchni. Sonda przekazywała swoje zdjęcia bezpośrednio  do telewizji publicznej. Widzowie zobaczyli wczesnym rankiem obrazy krateru Alphonsus z podpisem: Z KSIĘŻYCA NA ŻYWO.

## Budowa
Aparat miał w stanie złożonym średnicę 1,52 m i wysokość 2,44 m, a w stanie rozłożonym rozpiętość aparatu była równa 4,57 m, a wysokość 3,05 m. Aparat miał masę 365,8 kg.
Silnik  korekcyjny zasilany był hydrazyną. Reakcje rozkładu katalizował Tritlenek azotu i siatka z trilenku diglinu umieszczona w komorze silnika. Silnik wytwarzał ciąg 22,7 kG, a zapas hydrazyny pozwalał na pracę silnika przez 98,5 sekund, co pozwalało na zmianę prędkości lotu o 57,9 m/s. Silnik mógł być uruchamiany na czas zaledwie 0,005 s, to umożliwiało regulowanie prędkości z dokładnością do 3 cm/s. Masa silnika wynosiła 20,7 kg. Urządzenia orientujące to sześć czujników promieniowania słonecznego i jeden czujnik promieniowania Ziemi. Do zmiany orientacji przestrzennej służyły dwa zespoły dysz sterujących. Każdy zespół miał po 6 dysz sterujących, z których wypuszczany był azot (dwie butle z tytanu, w każdej 1,13 kg azotu).
Do łączności z Ziemią służyły: nadajnik radiowy o mocy 3 watów, dwa nadajniki radiowe o mocy 60 watów o częstotliwościach 959,52 MHz i 960,58 MHz, służące do przekazywania na Ziemię obrazów powierzchni Księżyca. Masa nadajników - 27,9 kg. Energię elektryczną dostarczały 9792 fotoogniwa umieszczone na płytach o powierzchni 2,26 m². Masa płyt wynosiła 21,3 kg. Poza tym energię elektryczną dostarczały dwie baterie ogniw chemicznych cynkowo-kadmowych zapewniających 9 godzinną, każda, pracę urządzeń Rangera. Napięcie w każdej baterii wynosiło 26,5 V. Kolejny zestaw to dwie baterie ogniw chemicznych wytwarzający prąd o napięciu 33 V, a służący do zasilania urządzeń obserwacyjnych i umożliwiające jednogodzinną ich pracę. Każda bateria była złożona z 22 ogniw srebrowo-cynkowo-tlenowych i miała masę 19,5 kg.
Aby uniknąć uszkodzeń, Ranger 9 nie był wyjaławiany termicznie, a jedynie wyjałowiono go powierzchownie. Ponadto nie dopuszczono do jego skażenia drobnoustrojami. W tym celu aparat był montowany w wyjałowionym pomieszczeniu. Po zmontowaniu poddany był 70 godzinnej próbie w warunkach jakie istnieją w czasie lotu ku Księżycowi.

## Urządzenie obserwacyjne
Na pokładzie Rangera 9 znajdowało się sześć kamer. Dwie z nich miały obiektywy szerokokątne. Pozostałe miały obiektywy wąskokątne. Wszystkie obiektywy były pięciosoczewkowe o znakomitej jakości optycznej. Obiektywy szerokokątne dawały obrazy o powierzchni 284 mm², a wąskokątne o powierzchni 71 mm³. Czas naświetlania obrazu w kamerach szerokokątnych był równy 1/200 s, a w wąskokątnych 1/500 s. Sygnały elektryczne wytwarzane w kamerach były przekazywane na Ziemię przez 60 watowe nadajniki, wysyłające fale o częstotliwości 959,52 i 960,58 MHz. Kamery z obiektywami szerokokątnymi wykonywały obserwacje na przemian co 2,56 s, czyli co 5,12 s każda, a kamery z obiektywami wąskokątnymi w odstępach czasu 0,2 s, czyli co 0,8 s każda. Masa urządzenia obserwacyjnego była równa 99,5 kg.

## Start
Jako rakiety nośnej użyto rakiety Atlas D-Agena B, w której silnik członu Agena B wytwarzał ciąg o sile 7,3 T. Silniki startowe pierwszego członu Atlas D działały przez 135 sekund, silnik marszowy przez około 270 sekund, silniki sterujące przez około 300 sekund. Działanie silników skończyło się na wysokości około 148 km. Prędkość rakiety równa wówczas była około 5,6 km/s. Następnie rakieta wznosiła się ruchem bezwładnościowym przez kolejne 30 sekund. W tym czasie została odrzucona odsłona aerodynamiczna aparatu Ranger przez sprężyny, a następnie sworznie wybuchowe odłączyły rakietę Agena B, a człon Atlas D został nieco przyhamowany przez małe silniki hamujące. Następnie Agena B była odpowiednio orientowana przez czujniki promieniowania podczerwonego Ziemi i pomocnicze dysze sterujące. Po osiągnięciu tego, silnik rakiety Agena B został uruchomiony na przeciąg 150 sekund, wprawiając ją wraz z aparatem Ranger w ruch satelitarny wokół Ziemi na wysokości 185 km. Lot taki trwał około 30 minut. W tym czasie były wyznaczone parametry charakteryzujące orbitę po jakiej porusza się rakieta. Następnie jej silnik został uruchomiony na przeciąg około 90 sekund, wprawiając ją wraz z aparatem kosmicznym w ruch ku Księżycowi z prędkością około 10,933 km/s.

## Przebieg misji
Aparat wysłano w dniu 21 marca 1965 roku o godzinie 21:37 czasu uniwersalnego. Miejscem startu był kosmodrom Cape Canaveral Air Force Station na Florydzie. W dniu 23 marca w odległości 283 300 km od Ziemi wykonano korektę prędkości i kierunku lotu w tym celu, aby trafił on w księżycowy krater Alphonsus, mający średnicę 104–112 km, a wał o wysokości około 3 km. Aparat leciał w czasie korekcji z geocentryczną prędkością 1,31 km/s. Ranger 9 zbliżył się do planowego miejsca w dniu 24 marca. Urządzenia obserwacyjne uruchomiono na 18 minut przed zderzeniem z Księżycem. Aparat roztrzaskał się we wnętrzu krateru Alphonsus w miejscu o współrzędnych φ=12,828°S i λ=357,613°E (pozycja określona na podstawie późniejszej analizy zdjęć z sondy Lunar Reconnaissance Orbiter) o godzinie 14:08 UTC, o 6,4 km od planowanego miejsca, lecąc z selenocentryczną prędkością 2,67 km/s.
Lotem tym zakończona została seria misji sond kosmicznych programu Ranger.